# Kammerslusen (Silkeborg)
 For alternative betydninger, se Kammerslusen. (Se også artikler, som begynder med Kammerslusen)
Kammerslusen  i Silkeborg er en sluse der danner passage hvor Gudenåen  er opstemmet ved den tidligere Silkeborg Papirfabrik.
Beslutningen om bygningen af Kammerslusen blev taget af Silkeborg Byråd i juni 1919, efter et forslag fra Hjejleselskabet og Silkeborg Turistforening om en helhedsløsning for havneområdet.
Inden slusen blev bygget, var der på samme sted en kanal, hvis vandspejl var i niveau med Silkeborg Langsø. Kanalen sluttede først, hvor Silkeborg Roklub ligger i dag. Parralelt med kanalen lå Silkeborg Havn hvis vandspejl var ca. 2 meter højere. Her havde man i pramfartens tid omladet gods, der skulle transporteres videre mod Randers.
Ifølge stadsingeniørens tegninger skulle den nye sluse have følgende mål : Længde 13,00 m., bredde 4,00 m.,  vanddybde 1,10 m., og gennemsejlingshøjde under broen 2,30 m.
Samtidig med slusen blev det vestlige havnebassin etableret, således at der i den sydlige ende blev plads til Hjejleselskabets slæbebåde, i den nordlige ende (bag Slusekiosken) til de mindre rutebåde og i den vestlige ende, (langs Åhavevej) til private motorbåde.
Kammerslusen blev indviet den 1. august 1920 ved at formanden for Turistforeningen, redaktør ved Silkeborg Avis Sophus Sørensen, i sin motorbåd med gæster som den første sejlede igennem. Herefter fulgte Hjejleselskabets ”Svanen” også med indbudte gæster. Kammerslusen bruges den dag i dag, dog mest af kanoer og robåde i sommersæsonen.
Indtil 2008 skulle sluseportene betjenes ved håndkraft, efter renovering foregår det hele med et tryk på en knap. Stemmeporte under Østergade bruges til at regulere vandstanden i havnebassinet og Remstrup Å ovenfor slusen. Nedenfor slusen er en faunapassage kaldet Stryget som blev bygget i 2004.